# Gare de Gammal
La gare de Gammal est une gare ferroviaire française de la ligne du Teil à Alès, située sur le territoire de la commune de Molières-sur-Cèze, dans le département du Gard en région Occitanie.
C'est une halte voyageurs de la Société nationale des chemins de fer français (SNCF), desservie des trains TER Languedoc-Roussillon (service suspendu depuis 2012).

## Situation ferroviaire
Établie à 162 mètres d'altitude, la gare de Gammal est située au point kilométrique (PK) 739,078 de la ligne du Teil à Alès déclassée entre Aubignas - Alba et Robiac.

## Histoire
La gare n'a jamais disposé d'un bâtiment de voyageurs. Elle a été créée en 1922 afin de desservir des logements pour les ouvriers et mineurs pour se rendre aux mines de Bessèges et de Molières-sur-Cèze[réf. nécessaire].

## Service des voyageurs
La desserte de la halte par des trains TER Languedoc-Roussillon est interrompue depuis la suspension des circulations sur la ligne en octobre 2012